# Michele Mazzarino
Michele Mazzarino (originalment anomenat Alessandro), (Pescina-L'Aquila, 1 de setembre de 1605 – Roma, 31 d'agost de 1648), va ser un bisbe i cardenal italià.

## Biografia
Era el germà petit de Giulio Raimondo, el cardenal Mazzarino, va néixer a Pescina l'1 de setembre de 1605 el seu nom era Alessandro, però va prendre el nom religiós de Michele el 1620 quan va entrar al convent dominicà de Santa Maria sopra Minerva.
Format a Bolonya, va ser professor de teologia i filosofia en diversos centres de formació dominicana i va ocupar importants càrrecs en l'orde: va ser elegit pare provincial de Roma i Puglia el 1641, després de la destitució de Nicolás Ridolfi, va ser gairebé elegit Mestre General Orde de Predicadors en la reunió del capítol general de Gènova el 1642 (la seva candidatura va ser recolzada pel papa Urbà VIII), però va optar per retirar-se de la competició per evitar les divisions i conflictes dins de l'ordre.
El papa Innocenci X el va nomenar Mestre del Sacre Palau (teòleg de la Casa Pontifícia) el 3 de febrer de 1643 i el 10 de juliol de 1645 el va nomenar arquebisbe d'Ais de Provença (va rebre l'ordre episcopal el 23 de juliol següent). Aleshores, li va elevar al rang a cardenal de Santa Cecília al consistori del 7 d'octubre de 1647.
Mitjançant la intercessió del seu germà el cardenal Mazzarino, Lluís XIV de França el va nomenar virrei de Catalunya (16 de desembre de 1647), però a causa de problemes de salut va abandonar el càrrec i es va retirar a Roma, on va morir el 31 d'agost de 1648, als 42 anys : va ser enterrat a Santa Maria sopra Minerva.